# کژووویژبا-کولونگا
کژووویژبا-کولونگا (به لهستانی:  Krzywowierzba-Kolonia) یک روستا در لهستان است که در گمینا دنبووا کوودا واقع شده‌است.